# Sphaerodactylus parthenopion
Sphaerodactylus parthenopion är en geckoödla som finns på Brittiska Jungfruöarna. Tillsammans med Sphaerodactylus ariasae är arten både världens minsta ödla och minsta jordlevande ryggradsdjur.